# За кибрит
„За кибрит“ (на руски: За спичками; на фински: Tulitikkuja lainaamassa) е съветско-финландски филм от 1980 година, комедия на режисьорите Леонид Гайдай и Ристо Орко по техен сценарий в съавторство с Тапио Вилпонен и Владлен Бахнов.
Филмът е базиран на едноименния роман от 1910 година на финландския писател Алгот Унтола.

## Сюжет
Действието се развива в дълбоката финландска провинция, а в центъра на сюжета са двама приятели на средна възраст, които отиват в близкото градче за сватбени подаръци за бъдещата съпруга на единия от тях, който след многобройни премеждия в крайна сметка се жени за друга жена. Главните роли се изпълняват от Евгений Леонов, Вячеслав Невинни, Рита Полстер, Георгий Вицин, Галина Полских.
Филмът е издаден в две отделни версии – на руски и на фински език, с продължителност съответно 94 и 101 минути.